# Maar Shamali
Maar Shamali (tiếng Ả Rập: معرشمالي) là một ngôi làng Syria nằm ở Al-Hamraa Nahiyah ở huyện Hama, Hama. Theo Cục Thống kê Trung ương Syria (CBS), Maar Shamali có dân số 744 người trong cuộc điều tra dân số năm 2004.